# Субботцы
Су́бботцы (укр. Суботці) — село, центр Субботцевской сельской общины Кропивницкого района Кировоградской области Украины.
До 2020 года входило в Знаменский район
Население по переписи 2023 года составляло 3 050 человек. Почтовый индекс — 27444. Телефонный код — 5233. Занимает площадь 6,428 км². Код КОАТУУ — 3522286301.

## Известные уроженцы
- Н. Л. Кульчицкий (1908—1992) — советский и украинский кинооператор. Заслуженный деятель искусств Украинской ССР.
- И. В. Фуженко — советский воинский начальник.

## Археология
Поблизости от села Субботцы, в 6 км от правого берега реки Аджамки (левый приток Ингула) находится известный могильник из трёх погребений, датированный X веком. Он был открыт случайно в 1983 году при прокладке водовода «Днепр — Кировоград». Материалы раскопок были опубликованы в 1988 году.
Археологи описывают субботцевский горизонт памятников в Поднепровье, который демонстрирует наиболее сильные связи с венгерской материальной культурой.
Помимо Субботцев, к этому горизонту также относят археологические комплексы из Коробчино и Манвеловки у Днепра. Эти поселения, а также Волосское, находятся поблизости от Днепровских порогов, где видимо в основном обитали венгры.
В венгерском захоронении (IX—X века) около села Манвеловка был найден комплекс вещей с серебряной маской.
Также к этому горизонту относят находки из Воробьёвки, Твердохлебов, и Крылоса.
На правобережье Днепра находится захоронение Бабичи (Черкасская область).
Истоки субботцевского горизонта указывают на Волго-Южноуральский регион. Венгры находились в Поднепровье до того, как они переместились в Венгрию.
Многие элементы памятников типа Субботцев также находят продолжение в культуре венгров карпатской котловины.